# Поповских, Павел Яковлевич
Павел Яковлевич Поповских (24 августа 1946, Плоское, Курганская область — 5 февраля 2018, Москва) — советский и российский военный, начальник разведки Воздушно-десантных войск Российской Федерации в 1990—1997 годах, полковник.

## Биография
Павел Яковлевич Поповских родился 24 августа 1946 года в селе Плоском Плосковского сельсовета Лебяжьевского района Курганской области, ныне село входит в  Лебяжьевский муниципальный округ той же области.

### Воинская служба
В 1968 году окончил Дальневосточное высшее общевойсковое командное училище. Службу проходил в 98-й гвардейской воздушно-десантной дивизии, начав с должности командира разведвзвода, позже был командиром разведроты и старшим помощником начальника разведки дивизии. Дивизия дислоцировалась в Белогорске (Амурская область), в 1969 году была переведена в Болград (Одесская область).
В 1976 году окончил разведывательное отделение курсов «Выстрел».
В 1981 году окончил Военную академию имени М. В. Фрунзе. Занимал должности старшего офицера разведывательного отдела, начальника группы оперативного планирования и информации в управлении командующего Воздушно-десантными войсками.
Член КПСС. Был секретарём первичной партийной организации. 
В 1990—1997 годах — начальник разведки воздушно-десантных войск СССР и Российской Федерации.
В 1990 году участвовал в восстановлении конституционного строя в Азербайджанской ССР.
Был начальником разведки 345-го гвардейского парашютно-десантного полка. Полк находился в городе Гудаута (Республика Абхазия) во время Грузино-абхазской войны. Впоследствии Павел Поповских был награждён орденом Леона, купил дом в Сухуми и получил гражданство Республики Абхазия.
Принимал участие в событиях сентября — октября 1993 года в Москве на стороне Президента Российской Федерации Б.Н. Ельцина.
В 1994 году был образован 45-й полк специального назначения ВДВ, одним из основателей которого был полковник Поповских. Костяк полка составили 218-й отдельный батальон спецназа, участвовавший в командировках в Нагорный Карабах, Абхазию и Приднестровье, а также 901-й десантно-штурмовой батальон, участвовавший в обороне Сухуми. С этими подчинёнными он участвовал в вооружённых конфликтах в Абхазии, Нагорном Карабахе и Приднестровье, а также в Первой чеченской войне. В частности, 45-й полк сыграл важнейшую роль в штурме Грозного российскими войсками, будучи номинально в резерве: после разгрома российских частей, уже вошедших в город, именно он сумел переломить ход событий и вернуть инициативу в руки армии России, обеспечив взятие города. Полк сумел взять штурмом Президентский дворец, где находилась ставка Дудаева, а также захватил здания жилой высотки и Института нефтехимии, прикрывавшие подступы к нему: заняв эти высоты, люди полковника Поповских после тщательной разведки уничтожили охранение резиденции и помогли скорректировать огонь российской артиллерии, открыв дорогу мотострелковым частям. 
Уволен в запас в звании полковника в 1997 году, позже работал консультантом фирмы «Нефтестройсервис».

### Дело об убийстве Дмитрия Холодова
В 1998 году Поповских был арестован по подозрению в причастности к убийству журналиста газеты «Московский комсомолец» Дмитрия Холодова. Прежде полковник допрашивался только в качестве свидетеля, однако в феврале 1998 года ему предъявили обвинение в организации и осуществлении убийства. Редакция газеты газеты «Московский комсомолец» полагала, что Поповских пытался воздействовать на журналистов, «негативно пишущих об армии». Поповских отсидел в СИЗО 4 с лишним года, прежде чем его полностью оправдали: в 2006 году оправдательный приговор оставили в силе.
В декабре 2005 года полковник подал в суд исковое заявление против Минфина, потребовав возместить нанесённый ему моральный ущерб за время пребывания под стражей, а также исковое заявление против Генпрокуратуры РФ за незаконное уголовное преследование. В ходе последующих судебных тяжб он добился получения компенсации за нанесённый моральный ущерб в размере 2,795 млн. рублей, однако не смог добиться от Генпрокуратуры РФ официальных извинений за преследование. Редакция «Московского Комсомольца» и в дальнейшем продолжила настаивать на причастности полковника к смерти Холодова; в то же время отдельные журналисты (в том числе из «Экспресс-газеты») настаивали на том, что подлинные убийцы Холодова до сих пор не были призваны к ответу, а полковника Поповских и тогдашнего министра обороны Павла Сергеевича Грачёва могли подставить представители политической элиты, боровшиеся за влияние на президента России Бориса Николаевича Ельцина.

### Последующая деятельность
С 2003 года занимал пост председателя Центрального совета организации «Союз десантников России», с 2006 года занимал пост президента Межрегиональной общественной организации ветеранов ВДВ и войск специального назначения. Вёл активную деятельность по патриотическому воспитанию подрастающего поколения.
В 2010 году снова оказался в центре внимания СМИ после того, как потребовал от министра обороны Анатолия Эдуардовича Сердюкова извиниться перед начальником Рязанского ВВДКУ полковником Андреем Леонидовичем Красовым. 
Павел Яковлевич Поповских скончался 5 февраля 2018 года в городе Москве от последствий онкологического заболевания. 7 февраля прошло отпевание в церкви Благовещения Пресвятой Богородицы при бывших казармах Сапёрного батальона в Сокольниках, в тот же день похоронен на Троекуровском кладбище муниципального округа Очаково-Матвеевское Западного административного округа города Москвы.

## Научные труды
Автор учебных пособий по боевой подготовке для разведки ВДВ, ряда работ о современных войнах и стратегии ВС РФ и ряда публикаций в СМИ.
- Кукушкин А. В., Поповских П. Я., Стрельников Л. П., Юрченко П. Ф., Смирнов А. В., Олимпиевв В. И., Иванков В. А. Одиночная подготовка разведчиков. — М.: Воениздат, 1985. — 316 с.
- Поповских П. Я., Кукушкин А. В., Астанин В. Н., Юрченко П. Ф., Савостьянов В. М. Подготовка войскового разведчика. — М.: Воениздат, 1991. — 336 с.
- Лобанов А. В., Поповских П. Я. Как стать сильным, выжить и победить. — М.: Московские учебники - СиДиПресс, 2006. — 174 с. — ISBN 5-8443-0030-0.
- Поповских П. Я., Сирота В. И. Азбука разведчика. — Рыбинск: Рыбинский Дом печати, 2016 (?). — 347 с. — 1000 экз. — ISBN 978-5-88697-263-4.
- Разведывательная подготовка парашютно-десантных подразделений.

## Награды
Был награждён 12 орденами и медалями, в том числе:
- Орден Мужества — за участие в боях Первой чеченской войны[7]
- Орден «За службу Родине в Вооруженных Силах СССР» III степени[2]
- Медаль «За боевые заслуги» — за восстановление конституционного строя в Азербайджанской ССР[7]
- Медаль «В ознаменование 100-летия со дня рождения Владимира Ильича Ленина»[10]
- медаль «За укрепление боевого содружества»[2]
- Медаль «60 лет Вооружённых Сил СССР»[1]
- Медаль «За безупречную службу» II и III степеней[1]
- Орден Леона

## Семья
- Отец — Яков Харитонович Поповских. Мать — Ульяна Евлампьевна (урожд. Кунгурова).
- Был женат, воспитал двоих детей (дочь Елена Пучкова и сын Алексей)[3][11].